# Довлатов (фільм)
«Довлатов» (рос. Довлатов) — копродукційний драматичний фільм Польщі, Росії та Сербії 2018 року, поставлений режисером Олексієм Германом-молодним за сценарієм, заснованим на біографії письменника Сергія Довлатова. Головну роль у стрічці виконав сербський актор Мілан Марич. Світова прем'єра відбулася 17 лютого 2018 року на 68-му Берлінському міжнародному кінофестивалі, у якому фільм брав участь на головній конкурсній програмі .

## Сюжет
В основі сюжету фільму кілька днів із життя письменника Сергія Довлатова напередодні його від'їзду до Таллінна в 1972-му році. Герой і його сім'я живуть у Ленінграді в колі друзів, але водночас зазнають чималих труднощів через ідеологічні розбіжності з політикою правлячої партії. У плані творчості Довлатов як і раніше плідний, але зовсім не затребуваний. Його оповідання відмовляються публікувати, і врешті-решт письменник змушений ухвалити рішення поїхати з Радянського Союзу.

## У ролях
| • Мілан Марич         | … | Сергій Довлатов            |
| • Артур Безчастний    | … | Йосип Бродський            |
| • Олена Лядова        | … |                            |
| • Данило Козловський  | … | Давид                      |
| • Світлана Ходченкова | … | акторка, подруга Довлатова |
| • Антон Шагін         | … | Антон Кузнецов             |
| • Гелена Суецька      | … | Олена Довлатова            |
| • Тамара Оганесян     | … |                            |
| • Петро Гонсовський   | … |                            |
| • Олексій Агранович   | … |                            |
| • Марія Ярвенгельні   | … |                            |
| • Каті Оутінен        | … |                            |

## Знімальна група
- Автори сценарію — Олексій Герман, Юлія Тупикіна
- Режисер-постановник — Олексій Герман-молодший
- Продюсери — Даріуш Яблонський, Віолетта Камінська, Мирослав Могорович, Ізабелла Войцик
- Виконавчі продюсери — Костянтин Ернст, Артем Васильєв, Андрій Савельєв
- Співпродюсери — Максим Ложевський, Руслан Насібулін, Едуард Пічугін, Сергій Тітінков
- Оператор — Лукаш Зал
- Монтаж — Дарина Гладишева
- Художник-постановник — Олена Окопна

## Нагороди та номінації
| Список нагород та номінацій           | Список нагород та номінацій | Список нагород та номінацій                   | Список нагород та номінацій | Список нагород та номінацій | Список нагород та номінацій |
| Кінофестиваль/Кінопремія              | Рік                         | Категорія                                     | Номінант(и)                 | Результат                   | Дж                          |
| ------------------------------------- | --------------------------- | --------------------------------------------- | --------------------------- | --------------------------- | --------------------------- |
| Берлінський міжнародний кінофестиваль | 2018                        | Золотий ведмідь                               | Довлатов                    | Номінація                   | [ 1 ]                       |
| Берлінський міжнародний кінофестиваль | 2018                        | «Срібний ведмідь» за видатний художній внесок | Олена Окопна                | Перемога                    |                             |